# Nature Photonics
Nature Photonics — научный журнал, посвящённый проблемам фотоники. Издаётся издательской группой Nature Publishing Group с 2007 года.
В 2011 году журнал обладал импакт-фактором 29,278, что является самым большим значением для журналов, публикующих результаты оригинальных исследований в области оптики и фотоники.

## О журнале
Журнал публикует статьи, посвящённые последним достижениям фотоники — науки, изучающей электромагнитное излучение. Основные направления исследований, представленные в журнале, включают в себя:
- Лазеры, LED и другие источники света
- Детекторы и сенсоры
- Оптоэлектронные устройства и компоненты
- Новые материалы и структуры
- Физика распространения, взаимодействия и поведения света
- Квантовая оптика и криптография
- Ультрабыстрая фотоника
- Биофотоника
- Оптические хранители данных
- Спектроскопия
- Волоконная оптика и оптическая связь
- Солнечная энергия и фотовольтаика
- Дисплеи
- Терагерцовые технологии
- Нелинейная оптика
- Плазмоника
- Нанофотоника
- Рентгеновское излучение